# Caesalpinia benthamiana
Caesalpinia benthamiana là một loài thực vật có hoa trong họ Đậu. Loài này được (Baill.) Herend. & Zarucchi miêu tả khoa học đầu tiên.